# 中村康彦
中村 康彦（なかむら やすひこ）は、京都府出身のギタリストである。
数多くのレコーディングやライブ活動の他にミュージカルでの生演奏と、活動分野は幅広い。

## 人物
ニックネームは「ジミー」。自己のリーダーバンド「Sanctuary」をBs.高橋教之、Gt.古池孝浩、Dr.山口高文、Vo.糸賀徹と共に結成。2003年に活動停止。主に山口琇也(BILLY山口)、玉麻尚一、前嶋康明等のプロジェクトに関わる事が多い。ヤマハ音楽院で音楽を学ぶ。TRF、SMAPなどの音源でもギターを演奏している。BUENOSAIRES・勉強オーケストラに在籍していた。

## 舞台
- RENT（1998年・1999年）
- ライオン・キング（1998年〜）
- LETTER（2002年）
- BROKEN HEART（2003年）
- tick,tick…BOOM!（2003年、2006年）
- サタデー ナイト フィーバー：ザ ミュージカル（2003年）
- タック（2005年）
- ロックミュージカルBLEACH（2005年）
- 赤毛のアン（2006年）
- BAT BOY THE　MUSICAL（2005年、2006年）
- MESSAGE（2006年）
- ヘドウィグ・アンド・アングリーインチ（2007年、2008年）
- ルカス・ペルマン×中川晃教（2007年）
- デュエット（2008年）
- キンキーブーツ （2016年、2019年）

### CD
- 篠原りか『ぶらぶら～誰かがそぼにいる～』（1997年）
- 林田健司『東洋一』M-4『LOOSE-ROOM SHOWTIME』（1997年）

### DVD
- zi-Pang LIVE 2002（2002年）

### ゲーム
- ファルコムスペシャルBOX'92：『DISC-2　ドラゴンスレイヤー英雄伝説　スーパーアレンジバージョン』（1992年）
- アンジェリーク ～SOIREE(ソワレ)～（ボーカル＆語り集）：『光のラプソディ』（1996年）
- 悠久幻想曲PS版エンディングテーマ：『なぜ君と出逢えたの』（1997年）